# Die Ohnmacht (Semprún)
Die Ohnmacht (französisch L'Évanouissement) ist ein Roman des spanischen Schriftstellers Jorge Semprún, der 1967 bei Gallimard in Paris erschien. Eva Moldenhauers Übertragung aus dem französischen Original ins Deutsche kam 2001 bei Suhrkamp in Frankfurt am Main heraus.

## Überblick
Der 1924 in Madrid geborene und seit 1939 in Paris lebende Spanier Manuel Mora erzählt aus seinem Leben. Manuels Vater war 1939 in Den Haag Geschäftsträger der spanischen Republik gewesen.
Die Erzählzeit läuft über zwei Tage – den 6. August 1945 und den Tag darauf. Manuel hat an der Sorbonne Philosophie studiert, 1943 in Frankreich am Widerstand gegen die deutsche Besatzung teilgenommen, war dafür in das KZ Buchenwald deportiert worden und nach seiner Befreiung mit geschorenem Haar und „einer unheilbaren Krankheit aus Deutschland“ nach Paris zurückgekehrt.
Zu Manuel gesellt sich ein fast allwissender Erzähler, der dem Leser in diesem Bericht – so nennt er den Roman – mitteilt, wie es nach dem 7. August 1945 mit Manuel weitergeht. Der zweite Erzähler erwähnt den Tod Manuels um das Jahr 1960 unter ungeklärten Umständen und noch mehr: 1952 geht Manuel nach Madrid zurück und kämpft im Untergrund gegen General Franco. 1956 ist Manuel dort noch aktiv. In Manuels Zirkel wird über den Wahrheitsgehalt der Geheimrede Chruschtschows gestritten.

## Inhalt
Skizziert werden in diesem Artikel nur einige der Abschnitte aus dem Bewusstseinsstrom Manuels.
Während der Einfahrt eines Pariser Vorortzuges in den Bahnhof Gros-Noyer-Saint-Prix wird Manuel ohnmächtig und fällt aus dem Zug, weil er in dem überfüllten Gefährt fast auf dem Trittbrett unterwegs gewesen war. Ein Transmissionskabel entlang des Bahndamms schneidet ihm beim Sturz ein Ohr beinahe ab. Es hängt nur noch am Kopf. An dringlicher medizinischer Hilfe fehlt es nicht. Alles läuft glatt. Das Ohr wird am Tag nach dem Unfall, also am 7. August, im Krankenhaus Montlignon angenäht. Manuel lebt seit 1939 mit seiner Familie in der Nähe genannten Bahnhofs in der Rue Auguste-Rey 47 in Saint-Prix. Er ist für den kommenden Winter von einem Freund in die italienischsprachige Schweiz zu einem längeren Erholungsaufenthalt eingeladen, möchte noch einmal die Januarsonne von Ascona genießen und wollte sich in der Präfektur von Versailles einen ordentlichen Pass zur Einreise in die Eidgenossenschaft besorgen. Auf der Rückfahrt war dann das Unglück passiert.
Während Manuel aus seiner Ohnmacht erwacht, kommt eine Bilderflut über ihn. Da schlägt ihn 1943 einer der beiden Gestapo-Männer in Joigny mit dem Knüppel in den Nacken. Anhand seiner Papiere wird der Verhaftete als Angehöriger „der spanischen roten Armee“ eingestuft und von den Feldgendarmen gefoltert. Mit dem Gewehrkolben war er in dem Unglücksjahr noch auf den Kopf geschlagen und von den Feldgendarmen mit Stiefeln getreten worden. Manuel war ins Gefängnis Auxerre gesteckt worden. Der Philosophiestudent philosophiert nun über Wittgensteins Satz Der Tod ist kein Ereignis des Lebens. Den Tod erlebt man nicht und grübelt über den Monsieur Teste. Manuels Gedanken springen aus dem Jahr 1943 in den Spätwinter 1945. Als Häftling zusammen mit fünf anderen Häftlingen in der „Zentralkartei“ des KZ Buchenwald die Liste der Todesfälle bearbeitend, erlebt er in Block 56 das Sterben seines Pariser Soziologieprofessors Maurice Halbwachs. Beinahe unfassbar – in dem Gestank dieser Baracke setzt der Professor dem Tod seine „Fröhlichkeit“ entgegen.
Noch ein anderes Bild drängt sich vor – wieder aus der Zeit der Résistance 1943. Ein Motorradfahrer in schwarzer Uniform fährt mit umgehängter Maschinenpistole an Manuels im Verborgenen harrender Widerstandsgruppe vorbei, hält und singt lauthals La Paloma auf Deutsch. Der Deutsche mit den hellen blauen Augen trifft den Rhythmus des Lieds und wird von einem Mitkämpfer Manuels in den Rücken geschossen. Die Gruppe erbeutet die Waffe und das Fahrzeug des Toten.
Der Geschichten sind viele. Da erhält Manuel 1943 von der Chefin seiner Widerstandsgruppe den Auftrag, eine Kollaborateurin, die Witwe des erschossenen Monsieur Prunier, hinzurichten. Die Beschreibung der Art und Weise, wie er den Befehl ausführt, sucht in der Erinnerungsliteratur ihresgleichen. Apropos wortreiche Beschreibung der Annäherung an jüngere Frauen – da sind die Liebesgeschichten mit der jungen Laurence und auch mit Lorène nennenswert.

## Rezeption
- 20. März 2001, Walter Haubrich in der FAZ: Lug und Trug des Frühjahrsschnees. Jorge Semprúns früher Roman „Die Ohnmacht“: Der Rezensent schreibt: „Die Ohnmacht ist zeitlich eine Fortsetzung von Die große Reise.“
- 23. April 2001, im Spiegel: Wunde der Erinnerung.: Der Rezensent schreibt: „Manuel ist das Alter Ego[A 3] des französisch schreibenden Spaniers Jorge Semprún.“
- 24. Juni 2001, Deutschlandfunk: Die Ohnmacht. Aus dem Französischen von Eva Moldenhauer: Der Rezensent sagt: „Jorge Semprún … schloß sich unter dem Tarnnamen Georges Sorel der Résistance an. Von der Gestapo gefaßt, wurde er ins KZ Buchenwald verschleppt und überlebte als Rotspanier durch den Schutz der illegalen Lagerleitung in der Arbeitsstatistik.“
- 1. Dezember 2001, Gregor Ziolkowski in der Berliner Zeitung: Im Sonnenschein. Zwei Romane über Konzentrationslager passten 1967 nicht in den Zeitgeist der Erinnerung. Jetzt wurden sie übersetzt: Der Rezensent plausibilisiert das zeitliche Durcheinander im Roman: „Die irreale Atmosphäre der Vergangenheit, in die der Autor sich und seinen Text versetzt sieht, erlaubt oder erzwingt eine Ästhetisierung in schlaglichtartigen Szenen.“ Der Rezensent kann Jorge Semprún, der Verständnis für die Ablehnung seines zweiten Romans aufbrachte und in einem späteren Werk die angebliche Schieflage quasi ein wenig geraderückt, nicht folgen, wenn er vermutet: „In Wahrheit dürfte Die Ohnmacht der Höhepunkt in Semprúns literarischem Schaffen sein.“
- Im Perlentaucher wird auf zwei Besprechungen hingewiesen.
  - 16. Juni 2001, Wilfried F. Schoeller in der SZ und
  - 31. Juli 2001, Martin Ebel in der NZZ.
- Mai 2002, Wolfram Schütte in Magazin für Literatur und Film: Das Erwachen. Jorge Sempruns zweiter Roman „Die Ohnmacht“: brillantes Vorspiel seiner literarischen Zukunft: In einem einzigen Satz gelingt dem Rezensenten eine ziemlich umfassende Charakteristik: „Thema des Buches ist … sowohl die moralisch-existentialistische Reflexion des Widerstands (gegen die deutschen Okkupanten wie gegen das frankistische Spanien), als auch die Rückkehr des Exilanten und Untergrundkämpfers in die Banalität des Lebens.“
- 2008, Ulrike Vordermark[8]: In ihrer Dissertation setzt sich die Autorin ausführlicher mit Jorge Semprúns Mitteilungen zum Sterben von Prof. Halbwachs im KZ Buchenwald auseinander.
- 2010, Martin Rooney in Freiheit und Recht: Das Überleben überleben. Jorge Semprún – Schriftsteller, Widerstandskämpfer, Gegner beider Totalitarismen: Trotz der Erfahrung Buchenwald sei Jorge Semprún kein Feind der Deutschen. Im Gegenteil, 1986 habe er überraschenderweise die beiden deutschen Staaten in einer Rede in Frankfurt am Main zur Wiedervereinigung ermutigt.

### Deutsche Erstausgabe
- Die Ohnmacht. Roman. Aus dem Französischen von Eva Moldenhauer. 199 Seiten. Suhrkamp Verlag, Frankfurt am Main 2001 (1. Aufl.), ISBN 978-3-518-22339-0. (Verwendete Ausgabe)

### Sekundärliteratur
- Jorge Semprún: Federico Sánchez verabschiedet sich. Aus dem Französischen von Wolfram Bayer. 356 Seiten. Suhrkamp, Frankfurt am Main (st 2636, 1. Aufl.), ISBN 3-518-39136-4.
- Ulrike Vordermark: Das Gedächtnis des Todes. Die Erfahrung des Konzentrationslagers Buchenwald im Werk Jorge Semprúns. 289 Seiten. Böhlau, Köln 2008 (Diss. 2007 Düsseldorf), ISBN 978-3-412-20145-6.